# Jean le Bouteiller
Jean le Bouteiller est un architecte français connu pour avoir participé à l'élaboration du décor de la Cathédrale Notre-Dame de Paris.  

## Biographie
Il est le neveu de Jean Ravy, architecte, et achève l'œuvre de son oncle en 1351. 